# Mass Effect Galaxy
Mass Effect Galaxy é um jogo para iOS, lançado no dia 22 de junho de 2009. A história é focada na história de um dos personagens de Mass Effect 2. A BioWare declarou que o jogo teria duas horas de jogabilidade e terá momentos shooter. A BioWare também declarou que para o entendimento do jogo não será necessário jogar Mass Effect 2, da mesma forma que acontece com os livros.

## Jogabilidade
Jacob é controlado inclinando o iPod Touch ou iPhone, sendo que ele atira automaticamente. O jogo tem uma visão de cima, e as fases se tornam mais parecidas com labirintos conforme o jogador avança. Os inimigos podem ser mirados, e movimentos adicionais podem ser realizados ao pressionar os "botões" da tela. É possível usar as habilidades bióticas de Jacob para congelar os inimigos, ou usar um omni-tool para destruir escudos inimigos. Jacob também pode atirar um míssil que atinge diversos inimigos, dependendo do raio da explosão.
Os diálogos são feitos em um estilo parecido com HQ, e há algumas oportunidades de escolha de diálogos. As cutscenes são mostradas, também, em estilo HQ.
Se o jogador entrar na sua conta da EA Online usando o menu "Extras" após completar o jogo, uma recompensa não especificada é desbloqueada em Mass Effect 2, desde que a conta usada em Mass Effect 2 e Mass Effect Galaxy seja a mesma. De acordo com o diretor Casey Hudson, a recompensa é obtida ao falar com Jacob Taylor em Mass Effect 2.